# المركز (سيدي أحمد العروسي)
المركز هي إحدى مشيخات المملكة المغربية، تتبع جغرافيا لإقليم السمارة وإداريًا لسيدي أحمد العروسي. يقدر عدد سكانها بـ 29421 نسمة حسب الإحصاء الرسمي للسكان والسكنى لسنة 2004.